# Радомско (гмина)
Радомско (пол. Radomsko) — сельская гмина (волость) в Польше, входит как административная единица в Радомщанский повет, Лодзинское воеводство. Население — 5618 человек (на 2004 год).

## Сельские округа
1. Бобры
2. Домбрувка
3. Дзепулд
4. Кетлин
5. Окрайшув
6. Плошув
7. Стшалкув
8. Щепоцице-Жондове
9. Церкавизна
10. Клековец

## Соседние гмины
1. Гмина Добрышице
2. Гмина Гидле
3. Гмина Гомунице
4. Гмина Кобеле-Вельке
5. Гмина Кодромб
6. Гмина Крушина
7. Гмина Ладзице
8. Радомско